# Цератиты
Цератиты (лат. Ceratitida) — отряд вымерших головоногих моллюсков из подкласса аммонитов, живших в пермском — триасовом периодах. Включает около 400 родов.

## Систематика
Вымершие семейства отряда Ceratitida:
- Ceratitaceae
- Choristocerataceae
- Clydonitaceae
- Danubitaceae
- Dinaritaceae
- Lobitaceae
- Meekocerataceae
- Megaphyllitaceae
- Nathorstitaceae
- Noritaceae
- Otocerataceae
- Pinacocerataceae
- Ptychitaceae
- Sagecerataceae
- Trachycerataceae
- Tropitaceae
- Xenodiscaceae

## Интересные факты
- В 1774 году П. С. Паллас во время экспедиции на гору Большое Богдо впервые для России нашёл там присутствие триасовых отложений по раковинам цератитов[2][3].